# Телесеріал
Телесеріа́л, телевізійне шоу — художній або документальний твір, що складається з багатьох серій і призначений для демонстрації на телебаченні.
Серіали орієнтовані на показ центральними і кабельними каналами телебачення з певними інтервалами (зазвичай раз на добу або раз-два на тиждень). Завдяки ще одній особливості телесеріалів (невідомо, що буде далі) вони є дуже гарним засобом залучення й утримання аудиторії телеканалами (люди будуть дивитися канал з улюбленим серіалом частіше), а також для прокату відеореклами (в години новин і телесеріалів реклама найефективніша).
За форматом телесеріали умовно поділяються на декілька категорій:

## Мильні опери та теленовели
Мильні опери (англ. soap opera), телевистава на сімейні та побутові теми мелодраматичного, сентиментального характеру з постійними персонажами, у яких сценарій пишеться у ході зйомок, а кількість серій невизначена до самого закінчення.
Теленовели (ісп. telenovela —телевізійні мелодрами). Як правило серіали про кохання, іноді з додаванням детективного/драматичного сюжету. На відміну від «мильних опер», сценарій теленовел пишеться із вже задуманою кінцівкою (найчастіше це весілля головних героїв, хоча бувають винятки).
Приклади мильних опер
- «Санта-Барбара»
- «Династія»

Приклади теленовел
- «Багаті теж плачуть»
- «Рабиня Ізаура»
- «Дикий ангел»

## Класичні телесеріали
Класичні телесеріали (англ. TV-series). Серіали різноманітного жанру, в період зйомок сценарій може переписуватись, але переважно це робиться до початку зйомок. Класичні серіали знімаються блоками, або як їх ще називають — сезонами. В одному сезоні приблизно від 20 до 26 серій.
Приклади класичних телесеріалів
- «Баффі — переможниця вампірів»
- «Беверлі-Гіллз, 90210»
- «Друзі (Friends)»
- «Зоряний шлях (Star Trek)»
- «Леся+Рома»
- «Загублені (Lost)»
- «Джої (Joey)»
- «Секретні матеріали (X-Files)»
- «Доктор Гаус (House, M.D.)»
- «Надприродне (Supernatural)»
- «Збреши мені (Lie to Me)»
- «Втеча з в'язниці»

## Мінісеріали
Мінісеріали (англ. mini-series ) або телефільми. На відміну від класичних серіалів, мінісеріали мають невелику кількість серій та володіють чітким сюжетом, їх сценарій повністю написаний до початку зйомок. Такі телефільми, подібно звичайнимкінофільмам, нерідко володіють серйозною художньою цінністю і часто стають помітним культурним явищем своєї епохи.
Приклади мінісеріалів
- «Сімнадцять миттєвостей весни»
- «Ферзевий гамбіт»
- «Оленя»